# Nora Nazar
Nora Lilian Nazar (Corrientes, 7 de julio de 1953), conocida como Nora Nazar, es una empresaria y política de Argentina. Es madre de cinco hijos, y está casada con Raúl Rolando Romero Feris ("Tato").
Como empresaria, desarrolla sus actividades privadas como presidenta de Editorial Chaco, que edita el diario Norte, de mayor circulación en la provincia del Chaco.
Como política, se desempeñó como Intendenta de su ciudad natal, Corrientes, entre 2001 y 2005. Su esposo Tato, en períodos anteriores también fue Intendente, y además Gobernador de la provincia de Corrientes. Fue Diputada Provincial desde 2007 hasta 2011, y desde 2013 hasta 2019 fue Senadora Provincial.

## Carrera política
Durante el gobierno provincial de su esposo, el exintendente y exgobernador Tato Romero Feris, fue Subsecretaria de Acción Social de la Provincia de Corrientes, desarrollando múltiples actividades solidarias en la salud, y también coordinando asistencia ante catástrofes climáticas, para los inundados. Entre sus actividades públicas se destacó por su actividad en el ámbito de la pobreza, abocándose específicamente mientras su esposo fue Intendente y luego Gobernador de la Provincia, para solucionar temas inherentes a la salud.
El 14 de octubre de 2001 ganó las elecciones como Intendente de Corrientes, su ciudad natal, representando al Partido Nuevo, cuyo mandato ejerció entre 2001 y 2005.
Fue Diputada Provincial por el Partido Nuevo, cuyo mandato fue durante el período 2007-2011, y fue Senadora Provincial con mandato desde 2013 hasta 2019.